# 13927 Grundy
13927 Grundy eller 1987 SV3 är en asteroid i huvudbältet som upptäcktes den 26 september 1987 av den amerikanske astronomen Edward L.G. Bowell vid Anderson Mesa Station. Den är uppkallad efter matematikern Arthur Francis Grundy.
Asteroiden har en diameter på ungefär 4 kilometer.